# Bandiera dell'Arabia Saudita
La bandiera dell'Arabia Saudita è verde con al centro una scritta sotto la quale campeggia una spada.
La scritta sulla bandiera, in thuluth (una calligrafia islamica) è quella della shahādah, ovvero la dichiarazione di fede islamica: لَا إِلٰهَ إِلَّا الله مُحَمَّدٌ رَسُولُ الله‎,  lā ʾilāha ʾillā-llāh, muḥammadun rasūlu-llāh, che significa "Attesto che non v’è altro dio fuorché Allāh, e che Maometto è il suo inviato".
Una bandiera verde con la shahādah era originariamente la bandiera del movimento wahhabita. Dopo essersi assicurato il trono del Nejd nel 1912, Ibn Saʿūd incorporò la spada nel disegno. Questa venne in seguito adottata come bandiera nazionale successivamente alla creazione del Regno dell'Arabia Saudita, nel 1932. Altre bandiere verdi recanti questa o altre frasi in arabo si vedono frequentemente nell'Islam, ma si differenziano dalla bandiera nazionale dell'Arabia Saudita in quanto prive del simbolo della spada.
Poiché la bandiera reca la "Parola di Allah", non può mai essere issata a mezz'asta, nemmeno in seguito a un lutto nazionale o reale. Un'altra importante peculiarità, sempre connessa con il carattere religioso, è il fatto che l'iscrizione della shahādah e la spada devono essere identicamente orientate su entrambi i lati, cosicché la professione di fede sia sempre correttamente intellegibile. Solitamente la bandiera è dunque composta da due strati di tessuto sovrapposti, ciascuno dei quali reca il ricamo o la stampa.

## Bandiere storiche

Bandiera del Primo stato saudita (1744-1818)
Bandiera del Secondo stato saudita (1824-1891)
Bandiera dell'Emirato del Najd e di al-Ahsa' (1902-1921)
Bandiera del Sultanato del Neged (1921-1926)
Bandiera del Neged parte del Regno dell'Hegiaz e del Neged (1926-1932)
Bandiera dell'Hegiaz parte del Regno dell'Hegiaz e del Neged (1926-1932)